# NGC 1248
NGC 1248 je galaksija u zviježđu Eridan.

## Vanjske poveznice
- SEDS: NGC 1248